# الپاچیری
الپاچیری (به اسپانیایی: Alpachiri) یک منطقهٔ مسکونی در آرژانتین است که در ایالت لا پامپا واقع شده‌است.

## خصوصیات
الپاچیری ۱٬۷۹۷ نفر جمعیت دارد.